# Trennschicht
Als Trennschicht wird eine dünne Schicht bezeichnet, mit der zwei Materialien voneinander separiert werden, z. B. eine Dampfsperre. Ebenso als Trennschicht wird die Grenze zwischen zwei Phasen bezeichnet, z. B. Wasser und Öl. Daneben gibt es viele weitere Begriffsverwendungen.

## Beispiele

### Bauwesen
Im Bauwesen dienen Trennschichten oft mehreren dieser Zwecke, z. B. die vorgeschriebene Trennlage zwischen Rohbeton und Estrich, meist eine Folie aus Polyethylen. Sie lässt den Estrich auch bei kleinen Verformungen der Unterlage nicht reißen und sperrt auch gegen Feuchtigkeit. Eine zusätzliche Trittschalldämmung oder Dämmfolien vermindern das Übertragen akustischer Schwingungen. Es gibt Sperrschichten gegen eindringende Feuchtigkeit (Regen, Grundwasser) und Dampfsperren.
Siehe auch:
- Bitumenbeschichtung
- Bauwerksabdichtung

### Physikalische Trennschicht
In Physik, Chemie, Materialwissenschaft und Fluidtechnik sind Messung von Phasengrenzen wichtige Methoden, ebenso wie z. B. die Wasser-Öl-Trennschicht bei der Entmischung von Emulsionen. In der Chemie werden dafür u. a. Papierfilter verwendet, beispielsweise in der Chromatografie, siehe Papier- und Dünnschichtchromatografie.
Die Beschichtung oder Lackierung eines Bauteils dient als Trennschicht zwischen Metall und der Luft, um Rost und andere Schäden zu vermeiden.

### Geologische Trennschicht
In der Geologie entstehen Trennschichten bei der Sedimentation feiner Stoffe am Meeresboden, wenn sich die Strömungs- oder Sedimentationsgeschwindigkeit ändert. Im fertigen Sediment sind sie dann als Schichtung erkennbar. In der Karstologie (Spezialgebiet in der Geologie) spielt der Begriff eine sehr große Rolle. Im Gefüge von jurassischen Gesteinsschichten (Karbonaten) gibt es solche, die gänzlich wasserundurchlässig (aquiclude) oder geringfügig wasserdurchlässig (aquitarde) sind. Solche Schichten haben im Karst (Beispiel: Schwäbische Alb) die Funktion einer Trennschicht.

### Elektrischer Isolator
Alle elektrische Leitungen und Kondensatoren verwenden einen Isolator. Die Galvanische Trennung isoliert verschiedener Stromkreise in Transformatoren. Kunststofffolien dienen als Dielektrikum im Folienkondensator, dünne Trennkörper zur Entstörung zwischen zwei Mikrofonen. Zwischen nicht-mischbaren flüssigen Elektrolyten tritt eine elektrochemische Doppelschicht auf, in der Halbleitertechnik charakterisiert die p-n-Trennschicht den Ladungsfluss.

### Biologische Trennschicht
In der Biologie gibt es eine große Vielfalt von Schutz- und Trennschichten, beispielsweise die Haut, die Bein- oder Gehirnhäute, das Zwerchfell usw. Auch im Kleinen ist jede Zelle durch Biomembranen von den Nachbarzellen getrennt, die gleichzeitig Osmose erlauben – siehe Membran als Trennschicht.